# Caridina
Caridina är ett släkte av sötvattensräkor. De förekommer allmänt i tropiska eller subtropiska vattenströmmar i östra Asien. De är från 0,9 till 9,8 mm (Caridina cantonensis) till 1,2–7,4 mm (Caridina serrata) i ryggsköldslängd.

## Arter
- Caridina acuminata
- Caridina acutirostris Schenkel, 1902
- Caridina africana
- Caridina apodosis
- Caridina appendiculata
- Grön dvärgräka (Caridina babaulti)
- Caridina brachydactyla
- Caridina brevirostris
- Caridina bruneiana
- Caridina buehleri
- Caridina cantonensis Yu, 1938
- Caridina ceylanica
- Kardinalräka (Caridina dennerli)
- Caridina denticulata
- Caridina edulis
- Caridina ensifera Schenkel, 1902
- Caridina excavatoides
- Caridina formosae
- Caridina gracilipes
- Caridina gracilirostris
- Caridina johnsoni
- Caridina laevis
- Caridina lanceolata Woltereck, 1937
- Caridina longidigita
- Caridina longirostris
- Caridina malayensis
- Amanoräka (Caridina multidentata) (före detta C. japonica)
- Caridina nilotica Roux, 1833
- Caridina nitonica
- Caridina opaensis Roux, 1904
- Caridina propinqua
- Caridina sarasinorum Schenkel, 1902
- Caridina serrata
- Caridina serratirostris
- Caridina spongicola Zitzler & Cai, 2006
- Caridina thambipilaii
- Caridina tonkinensis
- Caridina trifasciata Yam & Cai, 2003
- Caridina typus H. Milne-Edwards, 1837
- Caridina woltereckae - Harlekinräka
- Caridina weberi
- Caridina wilkinsi
- Caridina yunnanensis
  - Caridina cf. cantonensis "Crystal red" – Crystal red-räka
  - Caridina cf. cantonensis "Bee" – Crystal black-räka
  - Caridina cf. cantonensis "Black Tiger" – Black tiger-räka